# Trichiogramme alismifolia
Trichiogramme alismifolia là một loài thực vật có mạch trong họ Adiantaceae. Loài này được (C. Presl) Kuhn miêu tả khoa học đầu tiên năm 1882.